# Canale di Secchia
Il canale di Secchia è un canale artificiale della pianura reggiana che collega il fiume Secchia alla città di Reggio Emilia. Un tempo di fondamentale importanza per la vita e l'economia della città e di tutta la pianura a sud-est, oggi ricopre il ruolo marginale di irrigazione in campagna e di scolo delle acque reflue nella zona urbana.

## Storia
L'origine del canale è incerta e sussistono tuttora due ipotesi: una sostiene che esista fin dall'età antica; l'altra ne pone la sua origine in epoca medievale. Quest'ultima è la tesi più accreditata, avvalorata da un discorso del 1847 tenuto dal conte Ippolito Malaguzzi che attribuiva la costruzione del canale al Vescovo Albricone nel 1179. Un'ulteriore prova si ha nella cronaca di Salimbene de Adam che sostiene che nel 1202 fu concessa l'acqua del Secchia, su arbitrato del marchese Guido Lupo (podestà di Parma), di Guarizzo da Michara e Aimerico Dodhami (podestà di Cremona) al podestà di Reggio Gerardo Rolandini.
Il canale, inizialmente chiamato  Berignum, poi rinominato "di Secchia" in epoca più recente, era caratterizzato da varie opere idrauliche molto complesse per il tempo come botti, chiaviche e ponti canali. La più famosa è la cosiddetta  "Botte meravigliosa" che consentiva al canale di sottopassare il torrente Tresinaro nei pressi del paese di Scandiano. Si trattava di un manufatto di pietra cotta in forma di un semicerchio schiacciato, con raggio di due metri e della lunghezza di 250 metri, costruito nel XV secolo.
A partire dal XIX secolo il canale subì modifiche sostanziali principalmente nella zona urbana di Reggio Emilia. Dapprima vennero coperti i vari canali in cui si diramava entro le mura cittadine, poi negli anni '50, anche a causa del degrado in cui versava, l'opera di copertura venne completata anche nella periferia.

## Percorso
Il canale di Secchia prende il suo nome dal fiume Secchia da cui ha origine, sulla sponda sinistra (idrologica) del fiume, nei pressi dell'abitato di Castellarano (prov. Reggio Emilia). Dopo aver passato a nord il paese di Casalgrande, entra nel comune di Scandiano dove si incrocia col torrente Tresinaro. Inizialmente scavalcava questo corso d'acqua per mezzo di un ponte canale che però si rivelava spesso instabile e soggetto a rotture; perciò nel XV secolo il duca Borso d'Este fece costruire la già citata  Botte meravigliosa che permette, tutt'oggi, al canale di sottopassare il torrente. Inoltre parte delle acque del Tresinaro venivano immesse nel canale stesso.
Passato Scandiano prosegue verso nord-ovest attraversando i paesi di Fellegara e Sabbione e costeggiando l'odierna via Anna Frank. Giunto nei pressi di Fogliano scavalca il torrente Rodano (un tempo chiamato rio Bazarola) tramite una Nave (ovvero un ponte canale), corso d'acqua che poi incrocerà di nuovo. Proseguendo il suo corso sottopassa con una botte, presso le  Due Maestà, il rio Acque Chiare (in antichità noto col nome di rio Squinzano); costeggia l'odierno carcere cittadino dopo il quale entra in città.
Sempre scorrendo in direzione nord-est dava vita al canale del Buco del Signore (già canale degli Umiliati) per poi percorrere il tracciato dell'odierna via Cassoli ed infine penetrare dentro le mura cittadine presso Porta Castello. Qui il canale aveva una portata media di 1700 litri al secondo. L'antica porta meridionale della città (detta Porta Castello appunto) non si trovava dove oggi è situata l'odierna piazza Diaz, ma era leggermente spostata verso est, nella zona dove ancora oggi si trovano gli ultimi resti delle mura cittadine.
Qui il canale penetrava in città e si diramava in non meno di quattro canali secondari. Uno di questi (il principale, detto  maestro) procedeva lungo le strade che oggi si chiamano via del Guazzatoio e via San Carlo, altri due costeggiavano corso Garibaldi (o corso della Ghiara lungo il percorso che un tempo seguiva il Crostolo). Dopo aver attraversato la città vecchia i vari canali si riunivano e ne uscivano da due parti: uno presso porta Santo Stefano e uno presso porta Santa Croce.
Il canale che usciva da porta Santa Croce procedeva verso nord e tuttora si può ritrovare nella zona dello stadio, dove ritorna alla luce. Da qui prosegue sottopassando tangenziale, autostrada e stazione Mediopadana ed infine nella zona di  Mancasale unisce le sue acque a quelle del torrente Rodano (già incrociato in precedenza) dando vita al cosiddetto Canalazzo Tassone che sfocerà nel Crostolo presso Santa Vittoria.
Il canale che usciva dalle mura nella zona di porta Santo Stefano seguiva invece l'antico percorso del Crostolo (lungo l'odierna via Filzi) per poi gettarsi in esso poco dopo.